# Route I/69 (Slovaquie)
Pour les articles homonymes, voir I69 et Route 69.
La I/69 (en slovaque : cesta I. triedy 69) est une route slovaque de première catégorie reliant Kováčová à Banská Bystrica. Elle mesure 12,9 km.

## Tracé
- Région de Banská Bystrica
  - Kováčová
  - Sliač
  - Vlkanová
  - Banská Bystrica